# Фосфид тримарганца
Фосфид тримарганца — неорганическое соединение металла марганца и фосфора с формулой Mn3P,
тёмно-серые кристаллы,
не растворимые в воде.

## Получение
- Спекание порошкообразного марганца и красного фосфора:

{\displaystyle {\mathsf {3Mn+P\ {\xrightarrow {T}}\ Mn_{3}P}}}

## Физические свойства
Фосфид тримарганца образует тёмно-серые кристаллы
тетрагональной сингонии,
пространственная группа I 4,
параметры ячейки a = 0,9160 нм, c = 0,4599 нм, Z = 8.
Не растворяется в воде.